# Premierzy Tanzanii
| Osoba                                                     | Osoba                                       | Osoba                                       | Kadencja                                    | Kadencja                                    | Partia polityczna                           |
| #                                                         | Portret                                     | Imię i Nazwisko                             | Od                                          | Do                                          | Partia polityczna                           |
| Zjednoczona Republika Tanganiki i Zanzibaru               | Zjednoczona Republika Tanganiki i Zanzibaru | Zjednoczona Republika Tanganiki i Zanzibaru | Zjednoczona Republika Tanganiki i Zanzibaru | Zjednoczona Republika Tanganiki i Zanzibaru | Zjednoczona Republika Tanganiki i Zanzibaru |
| --------------------------------------------------------- | ------------------------------------------- | ------------------------------------------- | ------------------------------------------- | ------------------------------------------- | ------------------------------------------- |
| urząd zniesiony (26 kwietnia 1964 – 29 października 1964) |                                             |                                             |                                             |                                             |                                             |
| Zjednoczona Republika Tanzanii                            |                                             |                                             |                                             |                                             |                                             |
| urząd zniesiony (29 października 1964 – 17 lutego 1972)   |                                             |                                             |                                             |                                             |                                             |
| 1                                                         |                                             | Rashidi Kawawa (1926–2009)                  | 17 lutego 1972                              | 5 lutego 1977                               | TANU                                        |
| (1)                                                       | 5 lutego 1977                               | Rashidi Kawawa (1926–2009)                  | 13 lutego 1977                              | CCM                                         |                                             |
| 2                                                         |                                             | Edward Sokoine (1938–1984)                  | 13 lutego 1977                              | 7 listopada 1980                            | CCM                                         |
| 3                                                         |                                             | Cleopa Msuya (1931–2025)                    | 7 listopada 1980                            | 24 lutego 1983                              | CCM                                         |
| (2)                                                       |                                             | Edward Sokoine (1938–1984)                  | 24 lutego 1983                              | 12 kwietnia 1984                            | CCM                                         |
| 4                                                         |                                             | Salim Ahmed Salim (1942–)                   | 24 kwietnia 1984                            | 5 listopada 1985                            | CCM                                         |
| 5                                                         |                                             | Joseph Warioba (1940–)                      | 5 listopada 1985                            | 9 listopada 1990                            | CCM                                         |
| 6                                                         |                                             | John Malecela (1934–)                       | 9 listopada 1990                            | 7 grudnia 1994                              | CCM                                         |
| (3)                                                       |                                             | Cleopa Msuya (1931–2025)                    | 7 grudnia 1994                              | 28 listopada 1995                           | CCM                                         |
| 7                                                         |                                             | Frederick Sumaye (1950–)                    | 28 listopada 1995                           | 30 grudnia 2005                             | CCM                                         |
| 8                                                         |                                             | Edward Lowassa (1953–2024)                  | 30 grudnia 2005                             | 7 lutego 2008                               | CCM                                         |
| 9                                                         |                                             | Mizengo Pinda (1948–)                       | 9 lutego 2008                               | 20 listopada 2015                           | CCM                                         |
| 10                                                        |                                             | Kassim Majaliwa (1960–)                     | 20 listopada 2015                           | nadal                                       | CCM                                         |